# 메톤 주기

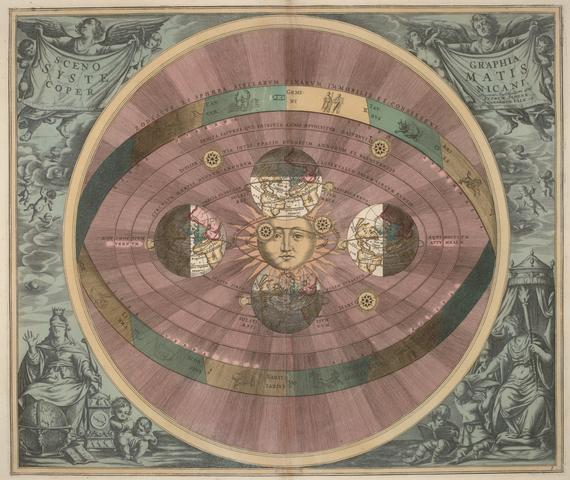
태양중심설에 따른 태양계

메톤 주기(Metonic cycle)는 태양력(solar calendar)과 태음력(lunar calendar)이 거의 완전히 일치하는 주기로 19태양년(tropical years)에 해당한다. 이것은 태양년(tropical year)과 달의 회합월(synodic month)의 최소 공배수와 거의 일치한다. 엔네아데카에테리스(Enneadecaeteris)라고도 하는데 이 낱말은 19년을 뜻하는 그리스어 낱말로부터 유래한 것이다.
기원전 433년에 그리스의 천문학자 메톤이 메톤 주기를 발견하였다. 중국에서는 이보다 훨씬 앞선, 춘추시대(기원전 770~403)에 속한 기원전 600년경에 이 19년 순환주기를 발견하였는데, 이 순환주기를 장법(章法)이라 부르고 역법에 사용하였다. 19년 7윤법이라고도 하였다.
달력체계가 발달했던 마야 문명(BC2000~AD17세기)의 20진법도 19년을 상징할 수 있어, 이같은 지식이 훨씬 이전부터 존재했을 가능성도 있다. 

## 관련 용어

#### 태양년
태양년은 지구가 태양 둘레로 자신의 궤도를 한 바퀴 도는 데 걸리는 시간으로 회귀년이라고도 한다. 다른 말로는 지구의 궤도주기(orbital period) 또는 항성주기(sidereal period)라고도 한다. 예를 들어, 봄에서 다음 봄까지 걸리는 시간이라고 할 수 있다. 태양년은 365일 5시간 48분 45.5초(365.24219일)이다.

#### 회합월
달의 회합월(synodic month 또는 synodic lunar month)은 달의 회합주기(synodic period)라고도 한다. 회합주기는 지구에서 볼 때 달이 태양에 대해 상대적으로 같은 위치에 도달하는 데 걸리는 시간을 말한다. 예를 들어, 보름달에서 다음 보름달까지 걸리는 시간이라고 할 수 있다. 달의 회합주기를 삭망주기라고도 한다. 달의 회합주기는 29일 12시간 44.0분(29.530588일)이다.
한편, 달이 지구 둘레로 자신의 궤도를 한 바퀴 도는데 걸리는 시간을 달의 항성주기(sidereal period)라고 하는데, 이 기간은 27일 7시간 43.1분(27.321582일)이다. 달의 회합주기와 달의 항성주기가 다른 이유는 달이 지구 둘레로 도는 동안 지구도 태양의 둘레를 돌기 때문이다. 달과 지구가 같은 방향으로 돌기 때문에, 예를 들어 보름달이 보인 후 다시 다음 보름달이 보이기 위해서는 달은 자신의 회합주기(29.530588일)와 항성주기(27.321582일)의 차이인 약 2일간을 더 돌아야 한다.

## 수학적 기초
그리스의 천문학자인 메톤(Meton of Athens)은 19태양년(tropical years)이 달의 235회합월(synodic lunar months)과 2시간의 차이가 있을 뿐 거의 완전히 일치한다는 것을 발견하였다. 이를 계산으로 검증해 보면 다음과 같다:
1. 19태양년을 일수로 계산하면 19태양년 x 365.24219일 = 6939.60161일이다.
2. 235회합월을 일수로 계산하면 235회합월 x 29.530588일 = 6939.68818일이다.
3. 이 둘의 차이는 6939.68818일 - 6939.60161일 = 0.08657일이다.
4. 1일은 24시간이므로 0.08657일은 0.08657 x 24시간 = 2.07768시간이다.
5. 따라서, 19태양년마다 태양력과 태음력 간에는 약 2시간의 차이가 발생한다.

## 태음력의 조정
19태양년마다 태양력과 태음력 간에 주기가 거의 완전히 일치한다는 사실을 이용하여 태음력이 태양력과 비슷해지도록 조정할 수 있다. 태음력을 태양력과 비슷하게 맞춘다는 것은 태음력 달력이 계절과 거의 일치하게 된다는 것을 의미한다. 이렇게 하는 한 가지 방법은 다음과 같다.
1. 235회합월은 일수로는 6940일(days)이다(235 x 29.530588일 = 6939.68818일).
2. 6940일의 1/19은 6940일 / 19 = 365.263157894737일(365 + 1/4 + 1/76일)이다.
3. 365.263157894737일은 12회합월(synodic months)인 12 x 29.530588일 = 354.367056일보다 10.896101894737일(365.263157894737 - 354.367056) 더 크다.
4. 이것이 뜻하는 바는 음력으로 1년이 지나면 태양력과는 약 11일의 차이가 난다는 것을 의미한다.
5. 따라서 음력으로 3년이 지나면 태양력과는 약 33일의 차이가 나게 된다.
6. 따라서 3년마다 음력에 1달을 추가하며 13개의 음력 달들이 있게 하면, 태음력은 어느 정도 근사하게 태양력과 일치하게 된다.
7. 태양력 19년 동안에 이런 작업을 총 7번(19년/3년 = 6.33) 행하면 된다.
8. 이런 이유로, 메톤 주기를 19년 7윤법이라고도 하였다.

메톤은 19태양년을 6,940일로 보고, 이것을 큰달(30일) 125개월과 작은달(29일) 110개월의 총 235개월 6,940일로 배분하였다. 이 방법은 평년(12개월) 12년과 윤년(13개월) 7년의 총 235개월로 태음력 달력을 구성하는 것과 동일하므로 19년 7윤법이라고도 하였다.
메톤주기의 존재를 알 수 있는 예로, 특정한 양력 날짜와 그에 대응하는 음력 날짜는 19년이 지나면 다시 일치한다는 사실을 찾을 수 있다. 하지만 정확히 맞물리는 건 아니라서 하루 정도 어긋나기도 한다. 이는 19태양년과 235회합월이 정확히 같지 않기 때문이다.

## 같이 보기
- 아티케력
- 율리우스일
- 부활절 날짜